# Rõngu kommun
Rõngu vald är en kommun i Estland.   Den ligger i landskapet Tartumaa, i den södra delen av landet, 170 km sydost om huvudstaden Tallinn.
Följande samhällen finns i Rõngu vald:
- Rõngu
- Käärdi
- Valguta
- Lapetukme
- Koruste
- Teedla
- Tammiste
- Tilga
- Lossimäe
- Uderna
- Raigaste
- Kõduküla